# پکارد ایکس‌جی۴۹
پکارد ایکس‌جی۴۹ (به انگلیسی: Packard XJ49) یک موتور هواگرد ساختِ کارخانهٔ پکارد در کشور ایالات متحده آمریکا است.